# Pierre Giguet
Pierre Giguet   (Véron, 10 d'abril de 1794 - 10 d'abril de 1883) fou un hel·lenista francès del segle xix, traductor de diverses obres.

## Elements biogràfics
Nascut l'any 1794, es gradua a l'Escola politècnica l'any 1813.
Després que Louis XVIII tanqués l'escola l'any 1816, esdevingué notari a Maubeuge.
El 1845, es retira a Sens, on tradueix Homer, Heròdot, i la Septuaginta.
A part de la seva activitat de traductor, fou també l'autor de diverses obres, tant en relació amb el grec com amb qüestions militars.
Morí el 1883.

## Publicacions

### Traduccions
Homer
Publicada per primer cop l'any 1843, la seva traducció de la Ilíada i l'Odissea fou reeditada l'any 1846 (amb mapes), 1852 (amb una "Enciclopèdia Homèrica"), 1854 (idem), 1860 i 1870.
La seva traducció va servir de base a les "Beautés d'Homère", un resum de la Ilíada i l'Odissea anotada per Feillet (1865) represes sota el títol "L'Iliade et l'Odyssée abrégées et annotées" el 1876 (reeditada l'any 1898 i el 1907).
Conrad Roure, en la seva versió al català de la Ilíada, publicada al Diari Català el 1879, es basà principalment en el text francès de P. Giguet.
Heròdot
La seva traducció de les "Històries" d'Heròdot va aparèixer l'any 1864.
La Bíblia dels Setanta
El 1859, Giguet va publicar una traducció dels llibres de Job, Ruth, Tobit, Judith i Esther prenent per base no pas la Vulgata llatina (com era d'ús llavors) ni el text hebreu massorètic (com s'ha imposat usualment des d'aleshores), sinó el text grec de la Septuaginta.
El 1865, sota el títol "La sainte Bible, traduction de l'Ancien Testament d'après les Septante", va publicar els dos primers volums d'una traducció integral, seguits l'any 1872 de dos altres volums.

### Llengua grega
- Vocabulaire des racines grecques, 1847
- Grammaire grecque simplifiée, 1856.

### Altres obres
- Histoire militaire de la France, tome premier, 1849
- Histoire militaire de la France, Tome second 1849
- Histoire de la campagne d'Italie, 1853